# سالن ورزشی شهید پورشریفی
سالن ورزشی شهید پورشریفی، از سالن‌های ورزشی سرپوشیده ایران است که در شهر تبریز واقع شده‌است. این سالن، به عنوان ورزشگاه خانگی باشگاه فوتسال مس سونگون ورزقان مورد استفاده قرار گرفته و دارای گنجایش ۶،۰۰۰ نفری است.